# Dueña de mi corazón
Dueña de mi corazón es el título del tercer álbum de estudio grabado por la cantautora y actriz mexicana Daniela Romo. Fue lanzado al mercado por la empresa discográfica EMI Capitol México a finales de 1985, es el primer álbum para la dicha compañía discográfica, la utima produccion de Hispavox.
Con este disco continúa con su racha triunfal, colocando grandes temas en los primeros sitios de popularidad, tanto en México, como en el resto de Hispanoamérica, tales como: Abuso canción escrita por Juan Gabriel, Dueña de mi corazón, Lástima, Prometes y con el gran tema Es nuestro amor llegó a la final en el festival Yamaha en Japón.

## Lista de canciones
| Dueña de mi corazón |                         |                                                              |          |  |
| N.º                 | Título                  | Escritor(es)                                                 | Duración |  |
| 1.                  | «Abuso»                 | Juan Gabriel                                                 | 4:08     |  |
| 2.                  | «Dueña de mi corazón»   | Daniela Romo · Danilo Vaona                                  | 3:11     |  |
| 3.                  | «Mi perdición»          | Daniela Romo · Danilo Vaona · Franco Bocuzzi · Vanni Bocuzzi | 3:16     |  |
| 4.                  | «Ahora tú»              | Daniela Romo · Danilo Vaona · Franco Bocuzzi · Vanni Bocuzzi | 3:36     |  |
| 5.                  | «Más vale un hombre»    | Daniela Romo · Danilo Vaona · Franco Bocuzzi · Vanni Bocuzzi | 3:21     |  |
| 6.                  | «No puedo creer»        | Daniela Romo · Danilo Vaona                                  | 3:35     |  |
| 7.                  | «Lástima»               | Gonzalo Benavides                                            | 3:23     |  |
| 8.                  | «Es nuestro amor»       | Denisse de Kalafe                                            | 4:03     |  |
| 9.                  | «Prometes»              | Manuel Oliva                                                 | 3:02     |  |
| 10.                 | «Amor con amor se paga» | Gonzalo Benavides                                            | 3:11     |  |

## Créditos y personal
- Grabado y mezclado en:Estudios Circus y Eursonic (Madrid, España), CBS (Londres, Inglaterra) y Studio Uno (Roma, Italia).
- Ingenieros de Grabación y Mezcla: Steve Taylor y Fabrizio Facioni.
- Arreglos de Cuerdas y Metales: Danilo Vaona.
- Arreglos de Bases: Danilo Vaona/Baricentro.
- Fotografía: Max Clemente.

### Músicos
- Danilo Vaona: Dirección Musical y Arreglos
- Vanni Bocuzzi: Programación de Batería, Percusiones, Emulator 2, PPG 2, Yamaha DX7.
- Franco Bocuzzi: guitarra eléctrica y guitarra acústica, Programación de McIntosh e Ideaophone.
- Tonio Napoletano: Bajo y Percusión
- Amaia Salazar, Andrea Bronston, Mary Jamison: Coros

- Datos: Q5312290